# Pierre-Georges Jeanniot

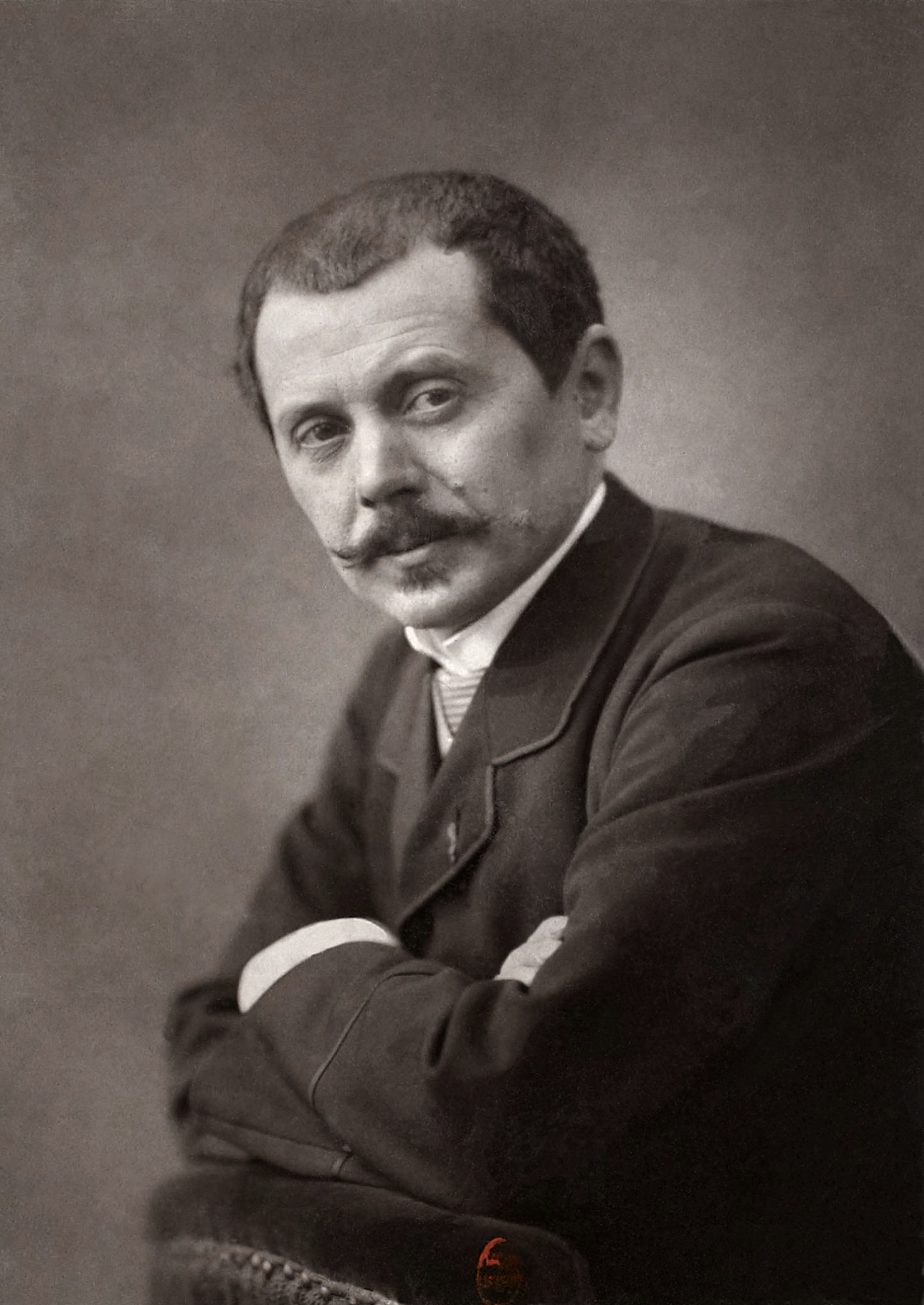
Pierre-Georges Jeanniot (1882)

Pierre-Georges Jeanniot (* 2. Juli 1848 in Plainpalais; † 9. Januar 1934 in Paris) war ein französischer Maler, Zeichner, Aquarellist und Graveur.

## Leben

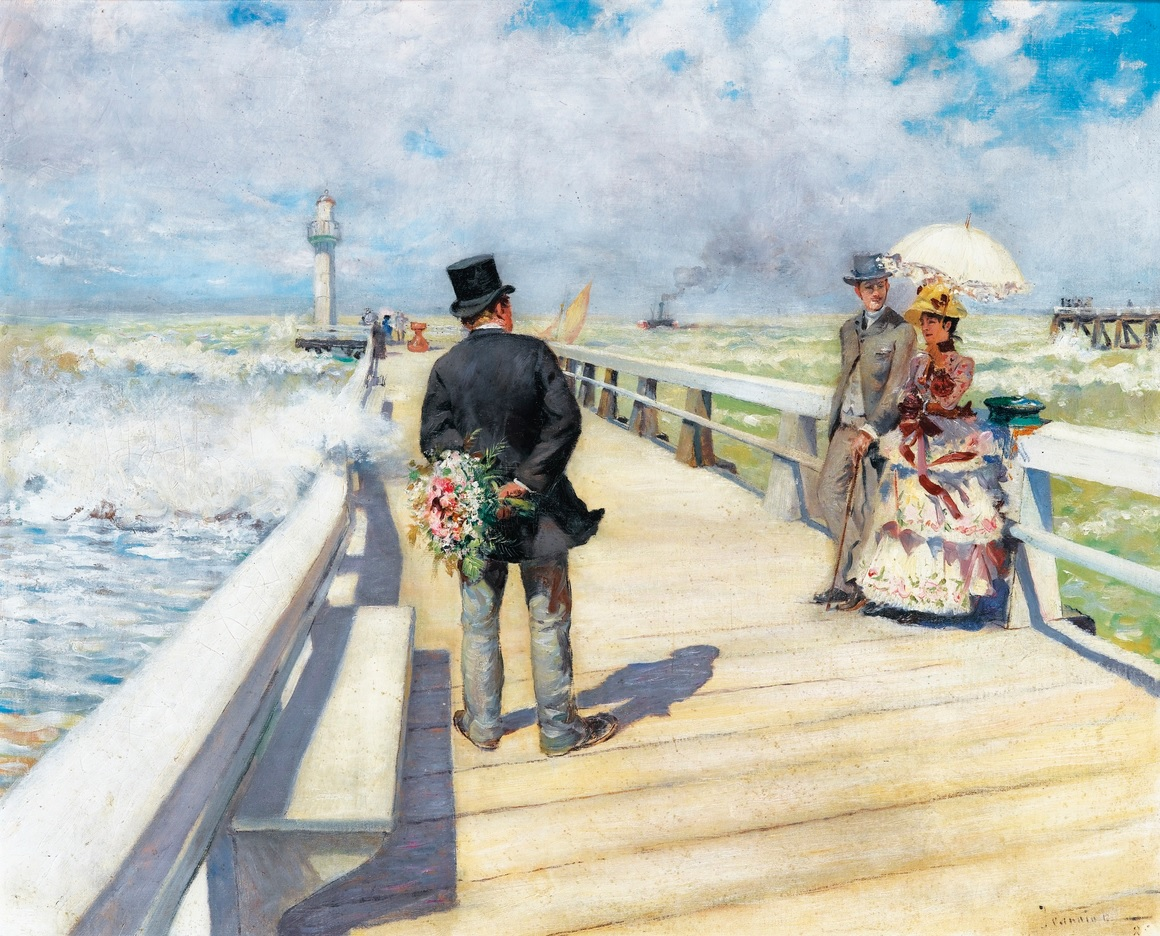
Promenade auf dem Pier

Pierre Georges Jeanniot wurde 1848 in Plainpalais im Kanton Genf geboren und wuchs in Dijon auf. Seinen ersten Malunterricht erhielt er bei seinem Vater Pierre-Alexandre Jeanniot (1826–1892), dem langjährigen Direktor der École des beaux-arts in Dijon. Jeanniot besuchte ab 1866 die Militärschule Saint-Cyr und begann eine militärische Laufbahn als Infanterieoffizier (1866–1881), beschäftigte sich aber weiterhin mit dem Zeichnen und Malen. Er debütierte 1872 auf dem Salon de Paris mit einem Aquarell. Im Jahr 1881, als die Armee ihm den Rang eines Majors anbot, quittierte er den Militärdienst, um sich ausschließlich der Malerei zu widmen. Er schuf damals vor allem Bilder von Schlachtenszenen. 1882 ließ er sich in Paris nieder.
Einige Jahre später wandte er sich der aktuellen Thematik des Pariser Lebens zu, wie dem Jockey-Club de Paris oder den Pariser Badestränden. Die Gründung der Société nationale des beaux-arts 1899 brachte neue Impulse. Zu Jeanniots Freunden gehörten u. a. Édouard Manet, Pierre Puvis de Chavannes, Paul César Helleu und vor allem Edgar Degas, den er als Meister verehrte. Er verbrachte viel Zeit mit Edgar Degas im Haus seiner Familie in Diénay (Côte-d’Or).
In den nächsten Jahrzehnten schuf er Illustrationen zu den Romanen bekannter französischer Schriftsteller, wie Guy de Maupassant, Alphonse Daudet, Choderlos de Laclos, Victor Hugo, Émile Zola, Octave Mirbeau und Honoré de Balzac.
Er war einer der ersten Mitarbeiter (zusammen mit Théodore de Banville, Alphonse Daudet und Giuseppe De Nittis) der Zeitschrift La Vie moderne und auch der Zeitschrift La Lutte Moderne. Später wurde er zum Direktor des Journal amusant, lieferte aber auch Beiträge zu Rire und L’Écho de Paris.